# 变色杜鹃
变色杜鹃（学名：Rhododendron simiarum var. versicolor）为杜鹃花科杜鹃花属下的一个变种。

## 扩展阅读
- 維基物種上的相關：变色杜鹃